# Rottura spontanea di simmetria
In fisica la rottura spontanea di simmetria (SSB da Spontaneous Symmetry Breaking) è un fenomeno in cui vi è la perdita naturale di simmetria di un sistema, che non avviene però a livello fondamentale, permanendo la simmetria nelle equazioni che lo governano. A fini esplicativi si usa anche il termine simmetria nascosta.
Il fenomeno è presente estesamente in meccanica classica, dove consiste nella perdita di simmetria delle soluzioni delle equazioni di moto di un sistema, permanendo l'invarianza dell'hamiltoniana (o della lagrangiana) rispetto a una trasformazione gruppale. In fisica quantistica è presente solo nella teoria quantistica dei campi, in quanto sistema con infiniti gradi di libertà. In tale contesto è la perdita di simmetria dell'hamiltoniana (o della lagrangiana) di un sistema rispetto a una trasformazione gruppale nello stato fondamentale di vuoto degenere (vedi più avanti), permanendo la simmetria globale del sistema.
Un processo di rottura spontanea di simmetria è ipotizzato anche nell'ambito della supersimmetria.

## SSB e meccanica classica

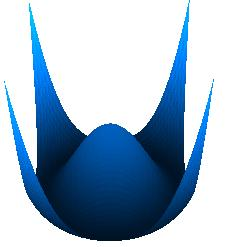
Grafico di un potenziale a simmetria SO(2) con stato fondamentale degenere (a forma di cappello messicano), tipico di una hamiltoniana che gode di rottura spontanea della simmetria

Un esempio semplice in meccanica classica si ottiene considerando un potenziale tipo quello mostrato in figura, detto "a cappello messicano". Un potenziale del genere può essere la modellizzazione di un corpo materiale puntiforme "posto in cima ad una collina e con una valle circolare attorno ad essa" e soggetto alla forza gravitazionale. Il potenziale del corpo materiale (e quindi la sua lagrangiana o hamiltoniana) mostrano evidentemente una simmetria di rotazione attorno all'asse verticale passante per il massimo locale del potenziale. Tuttavia questa simmetria non è mantenuta a livello delle soluzioni delle equazioni del moto: infatti, la scelta di una condizione iniziale (a meno che non si scelga come condizione iniziale velocità nulla e posizione esattamente nel massimo locale) rompe la simmetria, poiché  il corpo può cadere in una qualunque delle direzioni verso valle e quindi, evidentemente, la simmetria non è più preservata neanche a livello delle soluzioni delle equazioni del moto (ovvero delle traiettorie). In particolare, se ad esempio si pone la particella in un punto qualsiasi della circonferenza dei minimi, essa resterà sicuramente ferma e questo stato evidentemente non è invariante sotto rotazioni.

## SSB e meccanica quantistica
In meccanica quantistica "classica" una rottura spontanea della simmetria non è permessa a causa dell'effetto tunnel. In un caso semplice come quello prima considerato, ponendo una particella in uno stato di minimo, si ottiene che dopo un tempo finito la particella ha la stessa probabilità di occupare tutti gli stati di vuoto del sistema, restaurando così la simmetria presente a livello della lagrangiana. Il tempo necessario affinché questo fenomeno accada dipende fortemente dall'altezza della collina (ed ovviamente il tempo cresce tanto più la collina è alta).

## SSB e teoria quantistica dei campi
Nell'evoluzione della meccanica quantistica rappresentata dalla teoria quantistica dei campi il meccanismo della SSB torna ad essere possibile. Se infatti si considera un sistema ad infiniti gradi di libertà descritto da un'hamiltoniana che goda di opportune proprietà di simmetria (ad esempio di rotazione, o di traslazione) e se si considerano gli stati energetici, si possono verificare due casi:
1. Un livello energetico è non degenere, allora il relativo autostato del sistema è unico ed invariante sotto trasformazioni di simmetria.
2. I livelli di energia sono degeneri (come mostrato in figura), quindi i loro autostati non sono più univoci, né sono invarianti, ma trasformano linearmente tra loro stessi sotto le trasformazioni di simmetria.

La rottura spontanea di simmetria richiede che lo stato fondamentale del sistema (ovvero lo stato ad energia minore, come il vuoto) sia degenere e perda naturalmente le proprietà di simmetria di cui gode l'hamiltoniana. Nel caso semplice di cui sopra, l'avere infiniti gradi di libertà è equivalente a porre una collina di altezza infinita. Questo fa sì che il tempo 
per l'effetto tunnel (tempo di tunnelling) tenda a sua volta ad infinito, ovvero la SSB torni ad essere realizzabile.
Il fenomeno della SSB è di importanza cruciale in teoria quantistica dei campi. Su di essa si basa il teorema di Goldstone, il quale prevede che, quando una simmetria continua, interna, globale si rompe spontaneamente, compaiono bosoni privi di massa corrispondenti a ciascun generatore della rottura della simmetria, chiamati bosoni di Goldstone. Nel caso in cui la SSB avviene in presenza di una invarianza di gauge, la teoria afferma che essa fa acquisire massa alle particelle responsabili dell'invarianza stessa, come nel Modello standard attraverso il campo di Higgs, che si ritiene permei l'universo e attraverso il meccanismo di Higgs provochi la rottura spontanea della  simmetria di gauge elettrodebole, conferendo la massa ai bosoni vettori W e Z e, con modalità diverse, ai fermioni. Il bosone di Higgs è la particella associata al campo di Higgs, inclusa nel Modello standard dal 1967 e osservata per la prima volta nel 2012 in esperimenti con l'LHC del CERN. 

## SSB e fisica delle transizioni di fase
In fisica e in chimica, una transizione di fase (o passaggio di stato o cambiamento di stato) è la trasformazione di un sistema termodinamico da uno stato di aggregazione ad un altro.
Il fenomeno della rottura spontanea di simmetria è di rilevante importanza, essendo il meccanismo che soggiace alle transizioni di fase, come osservato dapprima da Lev Davidovič Landau. Un esempio comune si trova nei materiali magnetici. Dal punto di vista microscopico questi materiali consistono di atomi con uno spin non-evanescente, ciascuno dei quali si comporta come se fosse una minuscola barra magnetica, ad esempio un dipolo magnetico. L'hamiltoniana del materiale, descrivendo l'interazione tra dipoli vicini, è invariante rispetto alle rotazioni. Ad alte temperature non vi è magnetizzazione di un grosso campione di materiale, per cui si può dire che la simmetria dell'hamiltoniana è prodotta dal sistema. Invece a basse temperature vi può essere magnetizzazione totale a direzione preferenziale, cosicché si può distinguere un polo magnetico nord del campione da un polo magnetico sud. In questo caso si ha una rottura spontanea della simmetria rotazionale dell'hamiltoniana.
In generale, la grandezza fisica il cui valore di aspettazione nello stato fondamentale del sistema segnala la violazione spontanea di simmetria (nell'esempio precedente era la magnetizzazione) corrisponde a ciò che Landau, nella sua teoria delle transizioni di fase, definì parametro d'ordine.